# Thiosalicylsäure
Thiosalicylsäure ist ein Schwefelanalogon der Salicylsäure, wobei die phenolische Hydroxygruppe durch eine Thiolgruppe (Mercaptogruppe) ersetzt ist.

## Gewinnung und Darstellung
Die Synthese erfolgt durch die Reaktion von 2-Chlor- oder 2-Brombenzoesäure mit Natriumhydrogensulfid oder Kaliumhydrogensulfid in Gegenwart von Kupfer. Die Reduktion von Dithiosalicylsäure liefert ebenfalls Thiosalicylsäure.

## Eigenschaften
Luftsauerstoff oxidiert Thiosalycilsäure zu Dithiosalicylsäure (ein Disulfid). Dithiosalicylsäure bildet sich auch, wenn man eine alkoholische Lösung der Thiosalicylsäure mit Eisen(III)-chlorid versetzt. Die Reaktion wird z. B. auch durch Kupfer(II)-salze katalysiert.

## Verwendung
Der rein rote Küpenfarbstoff Thioindigo wurde erstmals aus Thiosalicylsäure synthetisiert.